# City College of New York
City College of New York je veřejná vysoká škola ve městě New York City ve Spojených státech amerických, kterou spravuje City University of New York. Nachází se na Manhattan na Convent Avenue od 130. až do 141. ulice. Budova je postavena v novogotickém stylu, z největší části je jejím architektem George B. Post. Byla první veřejnou institucí vyššího vzdělání ve Spojených státech.